# Formule de Regnault
La formule de Regnault est une formule empirique donnant la chaleur latente de vaporisation de l'eau en fonction de la température :
{\displaystyle L_{\text{v}}=3\;335-2,91T}
où T est la température exprimée en kelvins et Lv la chaleur latente exprimée en kilojoules par kilogramme (kJ/kg).
Cette formule est valable pour des températures allant environ de 100 à 200 °C. Cette formule est utilisée dans le fonctionnement des autoclaves.